# Ahnenerbe

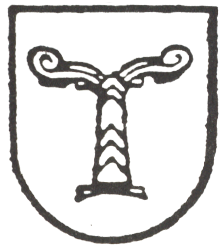
Az Ahnenerbe korai, az Irminsult ábrázoló emblémája

Az Ahnenerbe (jelentése magyarul: Ősök Öröksége, néha: Ősi Örökség; teljes nevén: Forschungsgemeinschaft Deutsches Ahnenerbe, azaz magyarul: Német Ősi Örökségkutató Egyesület) a náci Németországban közvetlenül a SS szervezetének keretében működő áltudományos kutatási szervezet, intézet, majd az intézetek egész hálózata volt Heinrich Himmler SS vezető okkultizmussal kevert fajgyűlölő, ezoterikus – néhol rémisztő, néhol infantilis és groteszk világnézetének igazolására, az újpogány germán vallás megalkotására és terjesztésére. Régészeti kutatásokkal igyekezett bizonyítani, hogy az egykori germán, skandináv népesség, rasszista szóhasználatukkal az ún. árja faj valaha a világ ura volt. A náci népirtás ideológiai megalapozása.

## Tevékenysége
Az Ahnenerbét hivatalosan 1935 július 1-jén alapította Heinrich Himmler, Herman Wirth és Richard Walther Darré. Megalakulását követően a régészeti és kultúrtörténeti kutatásokon kívül a tudomány, de elsősorban inkább a különféle áltudományok egyre szélesebb körében fejtett ki tevékenységet. A második világháború során részt vett a megszállt területeken tömegesen végrehajtott műkincsrablásban is. Egyes kutatóközpontokban, koncentrációs táborokban később hírhedté vált emberkisérleteket is folytattak. 
Ezek során az Ahnenerbe munkatársai közül többen keveredtek háborús és emberiesség elleni bűntettekbe. Különösen miután a hadihelyzet változása következtében munkatársainak többségét a frontra, másokat viszont koncentrációs táborok állományába vezényelték, de ezek többsége is elkerülte a felelősségre vonást. Wolfram Sieverst a nürnbergi un. orvosperben háborús bűnösként halálra ítélték és kivégezték. Bruno Begert, aki rész vett az Ahnenerbe tibeti expedíciójában, 1943 februárjában Auschwitzba vezényelték, ahol egy alkalommal 109 zsidó foglyot koponyagyűjtemény készítése céljából meggyilkoltak. 1971-ben a tömeggyilkosságban való bűnrészességért 3 év felfüggesztett börtönbüntetésre itélték.
Az Ahnenerbének alkalmilag dolgoztak neves tudósok, szakértők is, de kutatási eredményeik általában olyan módon keveredtek az áltudományos képtelenségekkel, hogy tudományos szempontból teljességgel értékelhetetlenné, vagy legalábbis erősen kétségessé teszik ezeket az eredményeket is. Más eredményeket – például amelyek megengedhetetlen emberkisérletek nyomán születettek – etikai megfontolások alapján nem lehet hasznosítani. De egyébként ezekről is túlnyomó többségükben az derült ki, hogy valójában semmilyen tudományos értéket sem képviselnek.
Hivatalos vagy személyes kapcsolatokon keresztül az Ahnenerbe más szervezetekhez, intézményekhez is kapcsolódott. Így történt meg különféle kegyhelyek kisajátítása. A pogány szászok kegyhelyeit, Externsteine-t, Wewelsburg kastélyt, I. Henrik sírját vonták az SS fennhatósága alá. (Himmler magát I. Henrik német király reinkarnációjának hitte. És úgy tudta, hogy egyik ősét, Margaret Himblert 1629 áprilisában, boszorkányság vádjával máglyán megégették.)
Megjegyzendő, hogy a náci állam más területein is folytak áltudományos illetve etikátlan, vagy egyenesen bűncselekménynek minősülő kutatások. (Hadsereg, akadémiai szféra, stb.) Illetve hogy az SS-en belül is voltak olyan szervezetek, amelyek nem az Ahnenerbe keretén belül végeztek hasonló tevékenységeket. Továbbá hogy egyes források szerint Himmler az Ahnenerbe keretein kívül is végeztetett saját érdeklődésének kielégítésére kutatásokat (Boszorkányság kutatás, Tacitus Germania című művének megszerzése, egyes kegyhelyek, műemlékek megszerzése.) Más esetekben viszont az Ahnenerbe kapcsolat nem dokumentált, de megalapozottan feltételezhető.

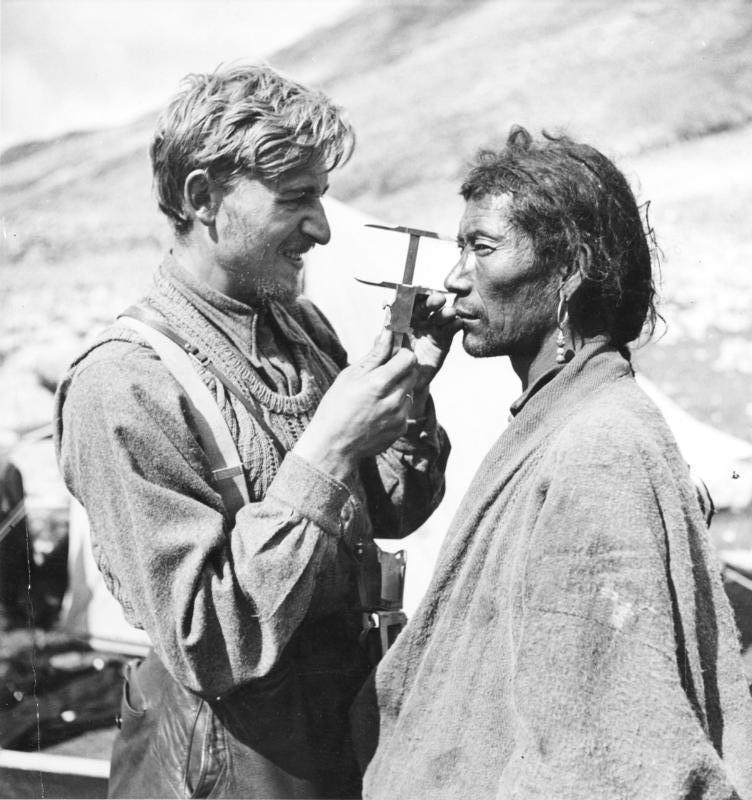
Bruno Beger antropometriai vizsgálatokat végez Szikkimben

A nácik számtalan visszataszító tette között kifejezetten groteszk, hogy miközben asszimilált, sőt teljes mértékben generációk óta német, de zsidó származásúnak minősített honfitársaikat is üldözték, meggyilkolták, eközben hatalmas munkát és pénzt fektettek abba, hogy például a belső-ázsiai származású tibetiekben, vagy dél-amerikai indiánokban kimutassák a közös árja származás nyomait.
Az Ahnenerbe tevékenysége nem csak az alacsonyabb rangú SS tagok élcelődését váltották ki, de maga Hitler és Göbbels is tett epés megjegyzéseket az Ahnenerbe tevékenységével és Himmler egyéb, kirívóan fantasztikus elképzelésével kapcsolatosan. Mindezek csak fokozódtak, miután ismertté vált, hogy Himmler egyik legfőbb szakértője, kedvenc látnoka, Karl Maria Wiligut nem csupán némileg szokatlan viselkedésű tiszttársuk, de – legalábbis korábban – egyenesen zártosztályon kezelt elmebeteg volt.
„Mintha nem lenne elég, hogy a rómaiak már pompás épületeket emeltek amikor a mi őseink még sárkunyhókban laktak, Himmler most még ki is ásatja ez utóbbiakat. Minden okunk meg van rá hogy mélyen hallgassunk történelmünk ezen fejezetéről.” (Hitler)
Göbbels pedig már egy 1935. augusztus 21-n kelt levelében azt írta:
„Rosenberg, Himmler és Darré jobban tennék ha befejeznék ezt a szektás őrültséget.”

A szervezet tevékenységéről az utóbbi évtizedekben készültek dokumentumfilmek azt követően, hogy Steven Spielberg Az elveszett frigyláda fosztogatói (1981) és más Indiana Jones filmek a szervezet megnevezése nélkül is felkeltette a közönség érdeklődését irántuk. (Wolfenstein videojáték sorozat (1981-től)), Hellboy sorozatok, művek, dokumentumfilmek sora.) Reinhold Drescher Ahnenerbe című könyve 1985-ben jelent meg.

## A szervezet hivatalos elnevezésének változása
1935-ös megalapításától röviden Ahnenerbe néven emlegették illetve emlegetik máig a szervezetet.
- 1935-től Ahnenerbe Forschung- und Lehrgemeinschaft (Ősi Örökség Kutatási- és Tanközösség)[6]
- 1937-től Forschungs- und Lehrgemeinschaft Das Ahnenerbe (’Ősi Örökség Kutatási és Oktatási Közösség’)[7]
- Studiengesellschaft für Geistesurgeschichte, Deutsches Ahnenerbe (’Német Ősi Örökség Szellemtörténeti Tanulmányi Társaság’)
- Forschungsgemeinschaft Deutsches Ahnenerbe (’Német Ősi Örökségkutató Egyesület’)

## A szervezet története
A nácizmus ideológiája a kezdetektől az akkoriban népszerű különféle okkult, ezoterikus, áltudományos áramlatok hatása alatt állt. Az NSDAP alapításában meghatározó szerepet betöltő Thule Társaságét is. Maga Adolf Hitler már ifjúkorában Guido von List és Jörg Lanz von Liebenfels műveinek hatása alá került. 1929 januárjában Hitler Heinrich Himmlert nevezte ki az SS vezetőjének. Himmler toborzási kampányba kezdett, amelynek eredményeként az 1929-es kevesebb mint 300 főről 1931-re 10000-re növekedett az SS taglétszáma. Ezzel párhuzamosan Himmler kezdte átalakitani a szervezetet a fiatal németek „faji elitjévé”. Ezt egy új főhivatal felállításával, az SS faji és telepítési Főhivatala (RuSHA, Rasse- und Siedlungshauptamt-SS) segítségével kezdte meg. Himmler kinevezte Richard Walther Darré SS-Obergruppenführert, hogy vezesse a szervezetet, amely meghatározta, hogy a jelentkezők fajilag megfelelőek voltak-e az SS számára. Ez egy olyan kampányt indított be, amelynek célja az új jelentkezőknek a germán múltra való felkészítése a régebbi RuSHA diplomások által oktatott heti órákon keresztül az SS-Leitheft folyóirat segítségével.
Hitler hatalomra jutása után közvetlenül, 1934-től kezdődően Himmler pénzügyi támogatást nyújtott és németországi ásatásokat támogatott. Így került kapcsolatba olyan régészekkel, mint Alexander Langsdorff, Hans Schleif és Werner Buttler, valamint Wilhelm Unverzagtal, aki a berlini Staatliches Múzeum für Vor- und Frühgeschichte igazgatója volt.

## Néhány ismertebbé vált kutatás, expedíció, akció
- Ásatások szerte Németországban.
- Atlantisz expedíciók (Herman Wirth)
- A Grál felkutatása (Otto Rahn)
- Tibeti expedició Ernst Schäfer vezetésével (112 ezer birodalmi márkába került)
- Izland, Közel-Kelet, Észak-Afrika, Kaukázus, Amazonas medence
- Dél-Amerika (Edmund Kiss – Peru, Titicaca-tó és környéke)
- A frigyláda felkutatására tett erőfeszítés a Pireneusokban, elsősorban Montségur várában.[9]
- Tacitus Germania című könyvének legrégebbi fellelhető példányának felkutatására és megszerzésére irányuló sikertelen akció.
- Boszorkányperek iratai.
- Sziklarajzok dokumentálására expedíciókat szerveztek többek között a svédországi Bohuslänbe.
- A dél-tiroli németek áttelepítése előtti néprajzi, kultúrális felmérés (Wolfram Sievers vezetésével)

## Nem Ahnenerbe akciók
A közvélekedéssel ellentétben valószínűleg nem az Ahnenerbe keretén belül történt:
- A Szent Lándzsa megszerzése (feltehetően magához Hitlerhez kötödik)
- T4 eutanázia program
- Mengele embertelen auschwitzi kísérletei
- Az un. Európa-terv kidolgozása
- A Borostyánszoba borostyán díszítésének leszerelése és elszállítása
- Az őstulok, a tarpán és más kihalt fajok visszatenyésztéssel megkísérelt feltámasztása (Heinz és Lutz Heck).[10] A kísérleteket valójában Hermann Göring birodalmi fővadászi minőségében támogatta.[11]

## Magyar vonatkozások
- Hans Hörbiger hosszabb ideig Magyarországon élt és Világjég-elméletének kidolgozását is itt kezdte meg. Érdekes módon elméletének egyik leghevesebb cáfolója az egyébként nemzetiszocialista beállítottságú Nobel-díjas fizikus, Lénárd Fülöp volt.
- Hörbiger tanítványa Edmund Kiss SS-Hauptsturmführer (Edmund Kiß) építész, író, amatőr régész lehetséges hogy magyar származású volt, de Koblenzben született 1886-ban.
- Kerényi Károly klasszika-filológus, vallástörténész barátja Franz Altheim az Ahnenerbe tagja volt.
- Franz Altheim tanítványa volt Szabó Árpád klasszika-filológus. Közösen írt cikkük Eine Vorläuferin der grossen Völkerwanderungen. (’A nagy népvándorlások előfutára’) címmel a Welt als Geschichte. (’A világ mint történelem’) 1936-os 2. számában jelent meg.[12]
- A holokauszt áldozatának jelentős része magyar származású volt. Az emberkísérletek számos áldozata szintén.
- A háború utánra vonatozó tervek szerint a magyarországi németeket a rájuk irányuló náci propagandával ellentétben valójában a Harmadik Birodalomba telepítették volna.

## Dokumentumfilmek
- Nácik – A titkos összeesküvés (Nazis: The Occult Conspiracy, amerikai dokumentumfilm, 104 perc, 1998, rendezte: Tracy Atkinson és Joan Baran)

- Náci expedíciók (The Nazi Expedition, német ismeretterjesztő film, 49 perc, 2004, Jürgen Czwienk) – Főleg az Ahnenerbe tibeti expedíciója...

- Hitler felfedezői (Hitler Gipfelstürmer, Hitler's Explorers, 12 év, osztrák dokumentumfilm, 51 perc, 2009, rendezte: Tom Matzek) – A különféle expedíciók világszerte érdekes módon a szervezet megnevezése nélkül.

- A Harmadik Birodalom titkai (Nazi Underworld, 12 év, tíz részes amerikai-német dokumentumfilm sorozat, 60 perc, 2011, rendezte: Guido Knopp) 1. rész: Heinrich Himmler (Hitler's Henchman)[13] – Ahnenerbe, többek között a boszorkányperek archivumának megtalálása, Externsteine, Wavelsburg, 30 ezer dokumentum...

- Náci evangéliumok[14] (The Nazi Gospels, 16 év, amerikai dokumentumfilm, 88 perc, 2012, rendezte: Paul Copeland)

- Mítoszok nyomában (Mítoszvadászok) (Myth Hunters) brit-ausztrál ismeretterjesztő filmsorozat 2012-2013)
  - 2. Hitler és a végzet lándzsája (Hitler and the Spear of Destiny)
  - 5. A világ hiányzó nyolcadik csodája (The Missing Eighth Wonder of the World) – A Borostyánszoba
  - 7. Himmler és a Szent Grál (Himmler and the Holy Grail)
  - 10. A nácik és a Hatalom Könyve (The Nazis and the Book of Power) – Tacitus Germánia című könyve legrégebbi példányának megszerzésére irányuló akció
  - 14. A nácik kutatása Atlantisz után (The Nazi Hunt for Atlantis)

- Nácik a Szent Grál nyomában (Nazi Quest for the Holy Grail, 16 év, angol dokumentumfilm, 44 perc, 2013, rendezte: Tom Barbor-Might) – Az amerikai csapatok a második világháború utolsó napjaiban egy dél-németországi barlangban nagy mennységű náci aktára bukkantak. Az Ahnenerbe irataira különféle kutatásokkal és expedíciókkal kapcsolatosan.

- Titkos náci akták (Nazi Secret Files, hat részes angol ismeretterjesztő műsor, 2015-2016) 3. rész: Az árja ősember (Nazi Cavemen) – Az Ahnenerbe és különféle ásatások. A Lebensborn és az Ahnenerbe...

- A nácik bizarr háborúja (Nazi Weird War Two, 12 év, 6? részes szingapúri ismeretterjesztő filmsorozat, 2016, rendezte: Simon Everson) 1. rész: Himmler kísértetkastélya (Himmler's Haunted Castle) – Wewelsburg, Externsteine, egyéb kegyhelyek. Himmler, Wiligut és az újpogány náci vallás...

- Az alvilág titkai (Inside Secret Societies, ? részes angol dokumentumfilm sorozat, 2016, rendezte: Craig Duncan és Bruce Burgess) 4. rész: Náci okkult társaságok (Nazi Occult Societies)

- Hitler népirtó gépezete (Hitler, le system de la terreur, Inside Hitler's Killing Machine, 16 év, három részes francia dokumentumfilm, 154 perc, 2017, Quentin Domart) 2. rész Az ördög tudósai (Hitler's Evil Scientists) – Az Ahnenerbe orvosai először a Natzweiler-Struthof koncentrációs táborban végeztek emberkisérleteket foglyokon. Wolfram Sievers, August Hirt és Sigmund Rascher emberkisérletei. Eugene Haagen tifusszal, Otto Bickenbach mustárgázzal kísérletezett a tábor foglyain.

- Szent helyek (Sacred Sites, ír-amerikai ismeretterjesztő filmsorozat, 2018, rendezte: Rijan Magan) 1. rész: A náci mítosz (Nazi Myths) – Bréma, 1931 – Haus Atlantis, Wilhelm Teudt?? Externsteine értelmezése. Hermann Wirth – svédországi sziklarajzok...

- Titkos náci expedíciók (Secret Nazi Expeditions, dokumentumfilm sorozat, 6x60 perc, 2021, rendezte: Daniel Oron)
  - 1. Az elveszett kontinens (Atlantisz) (The Lost Continent)
  - 2. Séta a boszorkányokkal (Walking with Witches)
  - 3. A Szent Grál nyomában (The Holy Grail Ques)
  - 4. A tibeti hegyekbe (Into the Mountains)
  - 5. A cro-magnoni (Cro Magnon)
  - 6. Rúnák (Runes of Power)

- A nácik titkos tudományai (Secret Nazi Science, amerikai ismeretterjesztő filmsorozat, 60 perc, 2024, rendezte: Daniel Oron) 7. rész: A természet átalakítása (Reshaping Nature) – A filmben keverednek az Ahnenerbe és más náci szervezetek tevékenységei. Ahnenerbe ásatások, expedíciók. A kihalt őstulok és tarpán feltámasztására tett kisérletek. A Białowieżai erdő. A Völkisch mozgalom, Blut und Boder. Rudolf Steiner módszereinek átvétele és továbbfejlesztése. Gyógynövény termesztés koncentrációs táborokban...